# 事件記者コルチャック
『事件記者コルチャック』（じけんきしゃコルチャック、原題: Kolchak: The Night Stalker）は、1974年から1975年にかけてアメリカ・ABCで製作され、1976年4月4日から日本テレビ系で全20話が放送された特撮ホラー番組。

## ストーリー
シカゴの新聞社インディペンデント通信社（Independent News Service,INS）の、冴えない中年事件記者コルチャックは、編集長のヴィンセントに怒鳴られながら取材に走り回るが、彼の関わる事件はなぜか怪物や心霊現象のからんだものばかり。切り裂きジャック、亡霊、狼男、ゾンビ、吸血鬼、果ては宇宙生物までが、次から次へと登場する。コルチャックは果敢な行動で事件の真相をつきとめ、随時テープレコーダーに吹き込んだ取材経過を、タイプライターで記事に起こすのだが、あまりにも常識の範囲を超えた内容のため、いつもボツにされてしまうのだった。

## 解説
1972年、ジェフ・ライス（ジェフリー・グラント・ライス）の未出版原作を元に、ホラー作家のリチャード・マシスンが脚本を書いて、90分枠のテレビ映画『魔界記者コルチャック / ラス・ベガスの吸血鬼』（The Night Stalker）が制作され、1972年1月11日の夜に放送された。これが当時のアメリカテレビドラマ史上最高視聴率をとり、翌1973年にシアトルを舞台とした続編『魔界記者コルチャック / 脳髄液を盗む男』（The Night Strangler）が作られた。この2本をパイロット版として、1974年に60分枠のシリーズ化がなされたのが『事件記者コルチャック』である。
特撮技術は当時の水準から見ても決して高いとは言えなかったが、内容の徹底ぶりから人気は高かった。だが原案のジェフ・ライスがシリーズ化は許可していないと訴えたため、わずか20本で制作は打ち切りとなってしまった。
しかしその制作本数の少なさが、かえって放送終了後もカルトな人気を呼ぶこととなった。ドラマ『Xファイル』も、この『事件記者コルチャック』の影響を色濃く受けて制作されたといわれている。
また2005年には、同じABCから新キャストでリメイクされた『ナイトストーカー』が放送されている。
なお2本のパイロット版は当初日本では未放映で、1989年に『ラス・ベガスの吸血鬼』がビデオ化されたものの、『脳髄液を盗む男』の方は、東京・埼玉連続幼女誘拐殺人事件の影響で発売が中止になったといういきさつがある。1997年に『事件記者コルチャック/ナイト・ストーカー』および『事件記者コルチャック/ナイト・ストラングラー』とタイトルを改めて、ようやく両者そろって販売されている。
日本語吹替は1990年代後半に「事件記者コルチャック 完全版」としてVHS化された時にオリジナルキャストによる追加収録が敢行されたが、この際に吹き替えの存在していたシーンも一部セリフが差し替えられている。

## スタッフ
- 監督：ダン・カーティス、ドン・ワイズ、アレン・バロンほか
- 製作：ポール・ブレイドン
- 製作総指揮：サイ・チャーマク
- 脚本：リチャード・マシスン、ロバート・ブロック、ビル・S・バリンジャーほか
- ストーリー原案：ロバート・ゼメキスほか
- 音楽：
  - テーマ曲作曲：ロバート・コバート
  - ジェリー・フィールディング、ギル・メレほか

日本語吹替版スタッフ
- 翻訳：佐藤一公
- 演出：佐藤敏夫

## キャスト
- カール・コルチャック：ダーレン・マクギャヴィン（日本語吹替え：大塚周夫）
INSの事件記者。「鳥の巣」と揶揄されるくたびれたカンカン帽がトレードマーク。足で稼ぐ記者らしく、常時スニーカーで、ポケットカメラ、口述筆記兼インタビュー録音用の小型テレコを常備している。警察無線を傍受して現場に先回りしたり、窓ガラスを割って侵入するなど強引な取材行動も多く、警察にも目をつけられているが、真実を追究する姿勢だけは一目置かれている。なお、自己紹介時に「INS、Weekly News」と名乗った事があるため、週刊新聞の模様。
- トニー・ヴィンセント：サイモン・オークランド（日本語吹替え：木村幌、追加収録：池田勝）
コルチャックの上司。トラブルメーカーであるコルチャックには手を焼いているが、記者としては信頼している。コルチャックの強引な調査が警察の捜査妨害にあたるなどして、拘留された時には、ビンセント本人が身元引受人となる。ため息交じりながら、最終的にはコルチャックに協力する、良き理解者。パイロット版ではビンチェンゾとなっている。
- ロン・アップダイク：ジャック・グリンナージ（日本語吹替え：富山敬、追加収録：坂東尚樹）
コルチャックのすました同僚。作中に経済面の担当らしい事が窺えるシーンがある。コルチャックを見下したような言動と嫌味が多いが、記者としての評価は、コルチャックの方が高いらしい（ロンの記事は、退屈で当たり障りが無いと評される）。コルチャックとは対照的に、清潔な白いスーツに革靴と言う出で立ちが多い。
- エミリー・カウルズ：ルース・マックデヴィッド（日本語吹替え：高村章子）
職場の花。通称エミリーおばあちゃん。記者なのか事務員なのかは不明。読者の投稿を処理したり、悩み相談のコーナーを持っているようだ（エミリーが旅行中に、その仕事の代理をコルチャックが命じられるシーンがある）。穏やかな性格で、殺伐としがちなオフィスの清涼剤。パイロット版では、名前だけが登場する。

## 放送リスト
出典：ミステリマガジン 2006年8月号 No.606 p.33-37「コルチャック関連作品ガイド」尾之上浩司編
- 1)恐怖の切り裂きジャック (The Ripper)：日本放送版第1話

アレン・バロン監督、ルドルフ・ボーチャート脚本、ギル・メレ音楽
- 2)生き返った死体ゾンビー (The Zonbie)：日本放送版第7話

アレックス・グラスホフ監督、ゼキアル・マーコ原案、ゼキアル・マーコ, デイヴィッド・チェース脚本、ギル・メレ音楽
- 3)骨髄を吸い取る宇宙の怪物体 (They Have Been They Are They Will Be...)日本放送版第19話

アレン・バロン監督、デニス・クラーク原案、ルドルフ・ボーチャート脚本、ギル・メレ音楽
- 4)闇に牙をむく女吸血鬼 (The Vampire)日本放送版第15話

ドン・ワイズ監督、ビル・ストラットン原案、デイヴィッド・チェース脚本、ギル・メレ音楽
- 5)満月に出る狼男の恐怖 (The Werewolf)：日本放送版第3話

アレン・バロン監督、デイヴィッド・チェース, ポール・プレイドン脚本、ジェリー・フィールディング音楽
- 6)炎に浮ぶ怨霊の影 (Fire Fall / Doppelganger)：日本放送版第2話

ドン・ワイズ監督、ビル・S・バリンジャー脚本、ジェリー・フィールディング音楽
- 7)悪魔に魂を売った男 (The Devil's Platform)：日本放送版第4話

アレン・バロン監督、ティム・マスラー原案、ドン・ムラリー, ノーム・リープマン, ラリー・マークス, デイヴィッド・チェース, ルディ・ボーチャート脚本、ジェリー・フィールディング音楽
- 8)永遠の宝石を創る魔術師 (Bad Medicine / The Diablero)：日本放送版第16話

アレックス・グラスホフ監督、L・フィールド・ニール, ジョン・ハフ脚本、ジェリー・フィールディング音楽
- 9)悪夢が生んだ植物魔人 (The Spanish Moss Murders)：日本放送版第6話

ゴードン・ヘスラー監督、アル・フリードマン原案、アル・フリードマン, デイヴィッド・チェース脚本、ギル・メレ, ジェリー・フィールディング, ハル・ムーン音楽
- 10)よみがえる地底の怪神 (The Energy Eater / Matchmonedo)：日本放送版第8話

アレックス・グラスホフ監督、ロバート・アール原案、アーサー・ロウ, ルドルフ・ボーチャート脚本、ジェリー・フィールディング, ルチ・デ・イェサス音楽
- 11)地獄をさまよう悪霊ラクシャサ (Horror in The Heights / The Rakshasa)：日本放送版第18話

マイケル・チャフィ監督、ジミー・サングスター脚本、グレッグ・マクリッチー音楽
- 12)情念に燃える殺人ロボット (Mr. R.I.N.G.)：日本放送版第5話

ジーン・レヴィ監督、L・フォード・ニール, ジョン・ハフ脚本、ジェリー・フィールディング音楽
- 13)凍結細胞から生まれた北極原人 (Primal Scream / The Humanoids)：日本放送版第17話

ロバート・シーアラー監督、ビル・S・バリンジャー, デイヴィッド・チェース脚本、ジェリー・フィールディング音楽
- 14)マネキンにのり移った悪霊 (The Trevi Collection)：日本放送版第11話

ドン・ワイズ監督、ルドルフ・ボーチャート脚本、ジェリー・フィールディング音楽
- 15)闇に舞う爆走首なしライダー (Chopper)：日本放送版第13話

ブルース・ケスラー監督、ロバート・ゼメキス, ボブ・ゲイル原案、スティーブ・フィッシャー, デイヴィッド・チェース, ボブ・ゲイル, ロバート・ゼメキス脚本、ジェリー・フィールディング音楽
- 16)地獄の底からはい上がる女悪魔 (Demon in Lace)：日本放送版第9話

ドン・ワイズ監督、スティーヴン・ロード原案、スティーヴン・ロード, マイケル・コツォル, デイヴィッド・チェース脚本、ジェリー・フィールディング音楽
- 17)心臓を抉るアステカのミイラ (Legacy of Terror)：日本放送版第14話

ドン・マクドゥーガル監督、アーサー・ロウ脚本、ギル・メレ音楽
- 18)虐殺の血に飢える亡霊騎士 (The Knightly Murders)：日本放送版第12話

ヴィンセント・マッケヴィーティ監督、ポール・マジストレッチ原案、マイケル・コゾル, デイヴィッド・チェース脚本、ジェリー・フィールディング音楽
- 19)若さを奪うギリシャの妖女 (The Youth Killer)：日本放送版第20話

ドン・マクドゥーガル監督、ルドルフ・ボーチャート脚本、ギル・メレ音楽
- 20)地底怪獣ワニトカゲの影 (The Sentry)：日本放送版第10話

セイモア・ルビー監督、L・フォード・ニール, ジョン・ハフ脚本、ジェリー・フィールディング音楽

## 書籍
- 『事件記者コルチャック』（ジェフ・ライス、尾之上浩司, 真崎義博訳、ハヤカワ文庫NV）
TVムーヴィー版1作目の原作小説「ラスヴェガスの吸血鬼」と、リチャード・マシスンがオリジナル脚本を執筆したTVムーヴィー2作目の「脳髄液を盗む男」を原作者のジェフ・ライス自身が小説化した「シアトルの絞殺魔」の2篇を収録。

- 短編「呪われた空き家」（Open House、マックス・アラン・コリンズ、尾之上浩司訳、ミステリマガジン 2006年8月号 No.606掲載）